# كيهات شور
كيهات شور (بالعبرية: קהת שור‏) (21 فبراير 1919 - 6 سبتمبر 1972) مدرب الرماية للفريق الأولمبي الإسرائيلي عام 1972. كان واحدا من 11 عضوا في الفريق الأولمبي الإسرائيلي الذي قتل في عملية ميونيخ.

## السيرة الذاتية
ولد كيهات شور في رومانيا. هناك كرس نفسه إلى الرماية وأصبح رامي خبير. انتقل إلى إسرائيل في عام 1963 وعاش في تل أبيب مع زوجته وابنته. انضم إلى فريق هابويل وسرعان ما أصبح مدربه ودرب العديد من الشباب الإسرائيليين. درب المنتخب الوطني لدورة الألعاب الأولمبية العشرين في ميونيخ.

## عملية ميونيخ
كان كيهات من بين الإسرائيليين الذين أخذوا رهائن وقتلوا من قبل أعضاء منظمة أيلول الأسود في دورة الألعاب الأولمبية الصيفية عام 1972. كان أفراد الفريق الإسرائيلي ينامون في غرفهم في الساعات الأولى من صباح يوم 5 سبتمبر عام 1972 عندما اقتحم الفدائيون المجمع وقتلوا رياضيين إسرائيليين واقتادوا الرهائن الاخرين. تم تصوير كيهات شور واقفا بجانب زميله المدرب أندريه سبيتزر في نافذة الطابق الثاني من المبنى المحاصر بينما قام الفدائيون بالتدرب بالبنادق على الثنائي. فشلت السلطات الألمانية في إنقاذ 9 رهائن بما في ذلك كيهات شور مما أسفر عن مقتلهم. نجا أعضاء فريق شور هنري هيرشكويتز وزيليغ ستروش من الهجوم.

## روابط خارجية
- كيهات شور على موقع أوليمبيديا (الإنجليزية)